# بلي حاجي
بلي حاجي (بالفارسية: پلی حاجی) هي قرية تقع في غلستان في إيران. يقدر عدد سكانها بـ 2,083 نسمة .